# کویتو، آنگولا
کویتو (به انگلیسی: Kuito (Bié, Silva Porto)) شهری در استان بیه واقع در کشور آنگولا است که در سال ۲۰۰۹ میلادی ۱۸۰٬۷۶۴ نفر جمعیت داشته است.